# HT-2-Toxin
HT-2-Toxin ist ein Mykotoxin (Schimmelpilzgift) aus der Gruppe der Trichothecene und ein Fusarium-Toxin. Es zählt zu den Typ-A-Trichothecenen und entsteht als Stoffwechselprodukt von Pilzen der Gattung Fusarium.

## Analytik
HT-2-Toxin kann wie andere Trichothecene nach geeigneter Probenvorbereitung durch die Kopplung der Gaschromatographie mit der Massenspektrometrie in unterschiedlichen Untersuchungsgütern qualitativ und quantitativ bestimmt werden. Das Massenspektrum findet sich auch in der Spektrenbibliothek des NIST.